# New Orleans Brass
New Orleans Brass byl profesionální americký klub ledního hokeje, který sídlil v New Orleans ve státě Louisiana. V letech 1997–2002 působil v profesionální soutěži East Coast Hockey League. Brass ve své poslední sezóně v ECHL skončily v osmifinále play-off. Své domácí zápasy odehrával v hale Smoothie King Center s kapacitou 16 867 diváků. Klubové barvy byly fialová a zlatá.

## Přehled ligové účasti
Zdroj: 
- 1997–2002: East Coast Hockey League (Jihozápadní divize)